# Mihailo Perović
Mihailo Perović, cyr. Михаило Перовић (ur. 23 stycznia 1997 w Danilovgradzie) – czarnogórski piłkarz, grający na pozycji napastnika.

## Kariera piłkarska

### Kariera klubowa
Wychowanek klubu Budućnost Podgorica. W lutym 2015 rozpoczął karierę piłkarską w Újpest FC. 24 lipca 2017 przeszedł do FK Voždovac. 2 lipca 2018 przeniósł się do Budućnosti Podgorica. 24 stycznia 2020 podpisał kontrakt z Zorią Ługańsk.

### Kariera reprezentacyjna
W 2013 debiutował w juniorskiej reprezentacji U-17. W 2015 bronił barw U-19. Potem występował w młodzieżowej reprezentacji Czarnogóry.

## Sukcesy i odznaczenia

### Sukcesy klubowe
Újpest FC
- finalista Pucharu Węgier: 2015/16

FK Budućnost Podgorica
- wicemistrz Czarnogóry: 2018/19
- zdobywca Pucharu Czarnogóry: 2018/19